# 凯莉·克朗克
凯莉·克朗克（英語：Kylie Cronk，1984年3月27日—），生于昆士兰州图文巴，澳大利亚女子垒球运动员。她曾代表澳大利亚国家队参加2008年夏季奥林匹克运动会垒球比赛，获得一枚铜牌。